# Светско првенство у атлетици на отвореном 2003.
Девето Светско првенство у атлетици на отвореном 2003. (званично:9th IAAF World Championships in Athletics Paris 2003), одржано је у северном предграђу Париза, Сен Денију од 23. до 31. августа у организацији ИААФ. Такмичења су одржана на стадиону „Француска“ на којем је одиграно финале Светског првенства у фудбалу 1998, капацитета 80.000 места.
На првенству је учествовало 1679 такмичара из 198 земаља. Такмичење је одржано у 46 атлетских дисциплина, од чега 24 мушке и 22 женске, као и на два претходна првенства.
На овом Светском првенству оборена су 2 светска рекорда. Оба светска рекорда постигнути су у мушким дисциплинама: 20 км ходање Џеферсон Перез 1:17,21, и 50 км ходање Роберт Кожењовски 3:36,03. Поред светских рекорда оборена су и 4 континентална, 13 националних и 23 лична рекорда.
Највише медаља освојили су Руси 19 у односу на 17 америчких, али због више освојених злата (8:7) Американци су проглашени најуспешнијом нацијом.
У центру пажње био је Хишам ел Геруж из Марока, који је потврдио своју доминацију у дисциплини трчања на 1.500 метара, освојивши четврту златну медаљу у тој дисциплини, на свом последњем учешћу на светским првенствима. У трци на 5.000 метара стигао је други са само 4 стотинке заостатка иза Елиуда Кипчогеа из Кеније. Четврту златну медаљу освоји је и Американац Ален Џонсон на 110 метара препоне. На 800 метара Марија Мутола је одбранила титулу из Едмонтона (укупно трећа титула).
Највеће изненађење је направио Ким Колинс из Светог Китса и Невиса, који је победио у трци на 100 метара.
У конкуренцији жена златне медаље на 100 и 200 метара освојиле су Американка Тори Едвардс и Рускиња Анастасија Капачинска, а занимљиво је да су обе почетком 2004. користиле недозвољена средства и „зарадиле“ двогодишњу суспензију.
Титуле са претходног првенства у Едмонтону одбранили су и Феликс Санчез (400 метара), Татјана Лебедева (троскок и Јипси Морено (кладиво).
Најзанимљивија трка одржана је на 200 метара, у којој је победник Џон Кејпел за стотинку био бржи од свог земљака Дарвиса Патона.

## Земље учеснице
| 1. Авганистан 1 (1+0) 2. Азербејџан (2) 3. Албанија (1) 4. Алжир (9) 5. Америчка Девичанска Острва (2) 6. Америчка Самоа (2) 7. Ангвила (2) 8. Ангола (2) 9. Андора (1) 10. Антигва и Барбуда (2) 11. Аргентина (3) 12. Аустралија (32) 13. Аустрија (6) 14. Бангладеш (2) 15. Барбадос (2) 16. Бахаме (17) 17. Бахреин (4) 18. Белгија (19) 19. Белизе (2) 20. Белорусија (38) 21. Бенин (2) 22. Боливија (2) 23. Босна и Херцеговина (1) 24. Боцвана (8) 25. Бразил (17) 26. Британска Девичанска Острва (1) 27. Брунеј (1) 28. Бугарска (14) 29. Буркина Фасо (3) 30. Бурунди (3) 31. Венецуела (4) 32. Вијетнам (2) 33. Габон (2) 34. Гамбија (2) 35. Гана (9) 36. Гвајана (2) 37. Гвам (1) 38. Гватемала (2) 39. Гвинеја Бисао (2) 40. Гибралтар (1) 41. Гренада (2) 42. Грчка (36) 43. Данска (6) 44. ДР Конго (2) 45. Доминика (2) 46. Доминиканска Република (10) 47. Египат (1) 48. Еквадор (2) 49. Екваторијална Гвинеја (4) 50. Еритреја (2) 51. Естонија (7) 52. Етиопија (27) 53. Замбија (2) 54. Зеленортска Острва (2) 55. Зимбабве (2) 56. Израел (9) 57. Индија (6) 58. Индонезија (1) 59. Иран (1) 60. Ирска (14) 61. Исланд (2) 62. Италија (49) 63. Јамајка (33) 64. Јапан (48) 65. Јемен (1) | 1. Јерменија (2) 2. Јордан (2) 3. Јужна Кореја (7) 4. Јужноафричка Република (26) 5. Казахстан (16) 6. Кајманска Острва (2) 7. Камерун (9) 8. Канада (25) 9. Катар (9) 10. Кенија (37) 11. Кина (34) 12. Кинески Тајпеј (1) 13. Кипар (8) 14. Киргистан (2) 15. Кирибати (2) 16. Колумбија (5) 17. Комори (2) 18. Конго (2) 19. Костарика (2) 20. Куба (27) 21. Кувајт (1) 22. Кукова острва (2) 23. Лаос (1) 24. Лесото (2) 25. Летонија (9) 26. Либан (2) 27. Либерија (5) 28. Либија (1) 29. Литванија (7) 30. Луксембург (1) 31. Мадагаскар (1) 32. Мађарска (21) 33. Макао (2) 34. Македонија (2) 35. Малави (2) 36. Малдиви (2) 37. Малезија (2) 38. Мали (2) 39. Малта (2) 40. Мароко (21) 41. Мауританија (2) 42. Маурицијус (3) 43. Мексико (13) 44. Микронезија (1) 45. Мјанмар (2) 46. Мозамбик (2) 47. Молдавија (2) 48. Монако (1) 49. Монголија (2) 50. Намибија (3) 51. Науру (2) 52. Немачка (59) 53. Непал (2) 54. Нигер (2) 55. Нигерија (19) 56. Никарагва (2) 57. Нови Зеланд (12) 58. Норвешка (7) 59. Обала Слоноваче (9) 60. Оман (4) 61. Пакистан (2) 62. Палау (2) 63. Палестина (2) 64. Панама (2) 65. Папуа Нова Гвинеја (2) | 1. Парагвај (2) 2. Перу (2) 3. Пољска (28) 4. Порторико (1) 5. Португалија (14) 6. Руанда (2) 7. Румунија (29) 8. Русија (94) 9. Салвадор (1) 10. Самоа (2) 11. Сан Марино (1) 12. Сао Томе и Принсипе (1) 13. Саудијска Арабија (11) 14. Свазиленд (2) 15. Света Луција (1) 16. Северна Кореја (1) 17. Северна Маријанска острва (1) 18. Сејшели (2) 19. Сенегал (8) 20. Сент Винсент и Гренадини (1) 21. Сент Китс и Невис (2) 22. Сингапур (1) 23. Сирија (1) 24. САД (106) 25. Словачка (7) 26. Словенија (13) 27. Соломонова Острва (2) 28. Сомалија (1) 29. Србија и Црна Гора (5) 30. Судан (2) 31. Суринам (1) 32. Тајланд (2) 33. Танзанија (2) 34. Таџикистан (2) 35. Того (7) 36. Тонга (1) 37. Тринидад и Тобаго (8) 38. Тунис (5) 39. Туркменистан 1 (0 м + 1 ж) 40. Туркс и Кајкос (1) 41. Турска (3) 42. Уганда (2) 43. Узбекистан (8) 44. Уједињено Краљевство (42) 45. Украјина (41) 46. Уругвај (2) 47. Филипини (2) 48. Финска (20) 49. Фиџи (2) 50. Француска (60) 51. Француска Полинезија (1) 52. Хаити (2) 53. Холандија (23) 54. Холандски Антили (2) 55. Хонг Конг (2) 56. Хондурас (2) 57. Хрватска (4) 58. Централноафричка Република (2) 59. Чад (1) 60. Чешка (21) 61. Чиле (2) 62. Џибути (2) 63. Швајцарска (8) 64. Шведска (25) 65. Шпанија (49) 66. Шри Ланка (5) |

## Освајачи медаља

### Мушкарци
| Дисциплина              |                                                                                      | Резултат     |                                                                                              | Резултат    |                                                                             | Резултат   |
| 100 м детаљи            | Ким Колинс · Сент Китс и Невис                                                       | 10,07        | Дарел Браун · Тринидад и Тобаго                                                              | 10,08       | Дарен Кембел · Уједињено Краљевство                                         | 10,08 РС   |
| 200 м детаљи            | Џон Кејпел · Сједињене Државе                                                        | 20,30        | Дарвис Патон · Сједињене Државе                                                              | 20,31       | Шинго Суецугу · Јапан                                                       | 20,38      |
| 400 м детаљи            | Тајри Вашингтон · Сједињене Државе                                                   | 44.77        | Марк Ракиј · Француска                                                                       | 44.79 НР    | Мајкл Блеквуд · Јамајка                                                     | 44.80      |
| 800 м детаљи            | Ђабир Саид Герни · Алжир                                                             | 1:44,81      | Јуриј Борзаковски Русија                                                                     | 1:44,84     | Мбулени Мулаудзи · Јужна Африка                                             | 1:44,90    |
| 1.500 м детаљи          | Хишам ел Геруж · Мароко                                                              | 3:31,77      | Меди Бала · Француска                                                                        | 3:32,31     | Иван Хешко · Украјина                                                       | 3:33,17    |
| 5.000 м детаљи          | Елијуд Кипчоге · Кенија                                                              | 12:52.79 РСП | Хишам ел Геруж · Мароко                                                                      | 12:52.83    | Кенениса Бекеле · Етиопија                                                  | 12:53,12   |
| 10.000 м детаљи         | Кенениса Бекеле · Етиопија                                                           | 26:49,57 РСП | Хаиле Гебрселасије · Етиопија                                                                | 26:50,77 РС | Силеши Сихин · Етиопија                                                     | 27:01,44   |
| Маратон детаљи          | Жауад Гариб · Мароко                                                                 | 2:08:31 РСП  | Хулио Реј · Шпанија                                                                          | 2:08:38     | Стефано Балдини · Италија                                                   | 2:09:14    |
| 110 м препоне детаљи    | Ален Џонсон САД                                                                      | 13,12        | Теренс Трамел САД                                                                            | 13,20 РС    | Љу Сјенг · Кина                                                             | 13,23      |
| 400 м препоне детаљи    | Феликс Санчез · Доминиканска Република                                               | 47,25 СРС    | Џои Вуди · Сједињене Државе                                                                  | 48.18 SB    | Периклис Јаковакис · Грчка                                                  | 48.24      |
| 3.000 м препреке детаљи | Саиф Сајед Шахин · Катар                                                             | 8:04.39      | Езекијел Кембој · Кенија                                                                     | 8:05.11     | Елисео Мартин · Шпанија                                                     | 8:09.09 ЛР |
| 20 км ходање детаљи     | Џеферсон Перез · Еквадор                                                             | 1:17:21 СР   | Франсиско Фернадез · Шпанија                                                                 | 1:18:00 РС  | Роман Расказов Русија                                                       | 1:18:07 РС |
| 50 км ходање детаљи     | Роберт Кожењовски · Пољска                                                           | 3:36.03 СР   | Герман Скуригин Русија                                                                       | 3:36:42 НР  | Андреас Ерм · Немачка                                                       | 3:37:46 НР |
| 4 x 100 м детаљи        | Џон Кејпел, · Бернард Вилијамс, · Дарвис Патон, · Џошуа Џ. Џонсон · Сједињене Државе | 38,06        | Висенте да Лима, · Едсон Лусијано Рибеиро, · Андре да Силва, · Клаудио Роберт Соуза · Бразил | 38,26 РС    | Тимоти Бек, · Трој Даглас, · Патрик ван Балком, · Кејмин Даглас · Холандија | 38,87      |
| 4 x 400 м детаљи        | Лесли Ђон, · Наман Кеита, · Стефан Дијагана, · Марк Ракиј · Француска                | 2:58,96 НР   | Брандон Симпсон, · Дени Макфарлан, · Дејвијан Кларк, · Мајкл Блеквуд · Јамајка               | 2:59,60 РС  | Авард Монкур, · Денис Дарлинг, · Натанијел Макини, · Крис Браун · Бахаме    | 3:00,53 РС |
| Скок увис детаљи        | Жак Фрајтаг · Јужна Африка                                                           | 2,35 РС      | Стефан Холм · Шведска                                                                        | 2,32        | Марк Бозвел · Канада                                                        | 2,32 РС    |
| Скок удаљ детаљи        | Двајт Филипс САД                                                                     | 8,32         | Џејмс Бекфорд Јамајка                                                                        | 8,28 ЛРС    | Јаго Ламела Шпанија                                                         | 8,22       |
| Скок мотком детаљи      | Ђузепе Ђибилиско · Италија                                                           | 5,90 НР      | Окерт Бритс · Јужна Африка                                                                   | 5,85 РС     | Патрик Кристијансон · Шведска                                               | 5,85 ЛР    |
| Троскок детаљи          | Кристијан Олсон · Шведска                                                            | 17,72        | Јоандри Бетанзос · Куба                                                                      | 17,28 РС    | Ливан Сандс · Бахаме                                                        | 17,26      |
| Бацање кугле детаљи     | Андреј Михневич · Белорусија                                                         | 21.69 ЛР     | Адам Нелсон · Сједињене Државе                                                               | 21,26       | Јуриј Билоног · Украјина                                                    | 21,10      |
| Бацање диска детаљи     | Виргилијус Алекна · Литванија                                                        | 69,69 ЛРС    | Роберт Фазекаш · Мађарска                                                                    | 69,01       | Василиј Каптјух · Белорусија                                                | 66,51 ЛРС  |
| Бацање копља детаљи     | Сергеј Макаров Русија                                                                | 85,44        | Андрус Варник · Естонија                                                                     | 85,17       | Борис Хенри · Немачка                                                       | 84,74      |
| Бацање кладива детаљи   | Иван Тихон · Белорусија                                                              | 83,05        | Адријан Ануш · Мађарска                                                                      | 80,36       | Коџи Мурофуши · Јапан                                                       | 80,12      |
| Десетобој детаљи        | Том Папас · Сједињене Државе                                                         | 8.750        | Роман Шебрле · Чешка                                                                         | 8.634       | Дмитриј Карпов · Казахстан                                                  | 8.374 НР   |

### Жене
| Дисциплина |                                                                                              | Резултат      |                                                                                  | Резултат    |                                                                           | Резултат    |
| 100 м детаљи | Тори Едвардс · Сједињене Државе                                                              | 10,93 ЛР      | Жана Пинтушевич · Украјина                                                       | 10,99 РС    | Чандра Старуп · Бахаме                                                    | 11,02       |
| 200 м детаљи | Анастасија Капачинска Русија                                                                 | 22,38 ЛР      | Тори Едвардс · Сједињене Државе                                                  | 22,47       | Мирјел Иртис · Француска                                                  | 22,59       |
| 400 м детаљи | Ана Гевара · Мексико                                                                         | 48,89 СРС     | Лорин Грејам · Јамајка                                                           | 49,43 РС    | Ами Мбаке Тијам · Сенегал                                                 | 49,95 РС    |
| 800 м детаљи | Марија Мутола · Мозамбик                                                                     | 1:59,89       | Кели Холмс · Уједињено Краљевство                                                | 2:00,18     | Наталија Хрушчељова Русија                                                | 2:00,29     |
| 1.500 м детаљи | Татјана Томашова Русија                                                                      | 3:58,52 РСП   | Суреја Ајхан · Турска                                                            | 3:59,04     | Хејли Талет · Уједињено Краљевство                                        | 3:59,95 ЛР  |
| 5.000 м детаљи | Тирунеш Дибаба · Етиопија                                                                    | 14:51,72      | Марта Домингез · Шпанија                                                         | 14:52,26    | Едит Масаји · Кенија                                                      | 14:52,30    |
| 10.000 м детаљи | Берхане Адере · Етиопија                                                                     | 30:04,18 РСП  | Веркнеш Кидане · Етиопија                                                        | 30:07,15 ЛР | Јингђе Суен · Кина                                                        | 30:07,20 ЛР |
| Маратон детаљи | Катрин Ндереба · Кенија                                                                      | 2:23,55 РСП   | Мизуки Ногучи · Јапан                                                            | 2:24,14     | Масако Чиба · Јапан                                                       | 2:25,09     |
| 100 м препоне детаљи | Пердита Фелисјен · Канада                                                                    | 12,53 НР      | Бриџет Фостер · Јамајка                                                          | 12,57       | Мајиша Макелви · Сједињене Државе                                         | 12,67       |
| 400 м препоне детаљи | Јана Питман · Аустралија                                                                     | 53,22 ЛР      | Сандра Главер · Сједињене Државе                                                 | 53,65 РС    | Јулија Печонкина Русија                                                   | 53,71       |
| 20 км ходање детаљи | Јелена Николајева Русија                                                                     | 1:26:52 РСП   | Џилијан О'Саливан · Ирска                                                        | 1:27:34     | Валентина Цибулска · Белорусија                                           | 1:28:10 НР  |
| 4 x 100 м детаљи | Патрисија Жирар-Лено · Мирјел Иртис · Силвијан Феликс · Кристин Арон · Француска             | 41,78 СРС     | Анџела Вилијамс · Кристи Гејнс · Ингер Милер · Тори Едвардс · Сједињене Државе   | 41,83 РС    | Олга Фјодорова Јулија Табакова Марина Кислова Лариса Куглова Русија       | 42,66       |
| 4 x 400 м детаљи | Демитрија Вошингтон, · Џерл Мајлс Кларк, · Ме'Лиса Барбер, · Сања Ричардс · Сједињене Државе | 3:22,63 СРС   | Анастасија Капачинска, Наталија Назарова, Олесја Зикина, Јулија Печонкина Русија | 3:22,91 РС  | Алисон Бекфорд, · Лорен Грејам, · Ронета Смит, · Сенди Ричардс, · Јамајка | 3:22,92 РС  |
| Скок увис детаљи | Хестри Клуте · Јужна Африка                                                                  | 2,06 СРС, АФР | Марина Купцова Русија                                                            | 2,00        | Кајса Бергквист · Шведска                                                 | 2,00        |
| Скок мотком детаљи | Светлана Феофанова Русија                                                                    | 4,75 РСП      | Анка Бекер · Немачка                                                             | 4,70 РС     | Јелена Исинбајева Русија                                                  | 4,65        |
| Скок удаљ детаљи | Јунис Барбер · Француска                                                                     | 6,99 РС       | Татјана Котова Русија                                                            | 6,74        | Анџу Боби Џорџ · Индија                                                   | 6,70 ЛРС    |
| Троскок детаљи | Татјана Лебедева Русија                                                                      | 15,18 РС      | Франсоаз Мбанго Етон · Камерун                                                   | 15,05 АФР   | Магделин Мартинез · Италија                                               | 14,90 НР    |
| Бацање кугле детаљи | Светлана Кривељова Русија                                                                    | 20,63         | Надзеја Астапчук · Белорусија                                                    | 20,12 ЛР    | Вита Павлиш · Украјина                                                    | 20,08 ЛРС   |
| Бацање диска детаљи | Ирина Јатченко · Белорусија                                                                  | 67,32 ЛРС     | Анастасија Келесиду · Грчка                                                      | 67,14 ЛРС   | Екатерини Воголи · Грчка                                                  | 66,73 ЛР    |
| Бацање кладива детаљи | Јипси Морено · Куба                                                                          | 73,33         | Олга Кузенкова Русија                                                            | 71,71       | Мануела Монтебрен · Француска                                             | 70,92       |
| Бацање копља детаљи | Мирела Мањани · Грчка                                                                        | 66,52 СРС     | Татјана Шиколенко Русија                                                         | 63,28       | Штефи Неријус · Немачка                                                   | 62,70       |
| Седмобој детаљи | Каролина Клифт · Шведска                                                                     | 7001 СРС, ЛР  | Јунис Барбер · Француска                                                         | 6755 ЛРС    | Наталија Сазанович · Белорусија                                           | 6524 ЛРС    |
| Швеђанка Каролина Клифт са проблемима због повреде постигла је своје личне рекорде у шест од седам дисциплина, као и у укупном резултату и тиме остала трећа жена која је постигла више од 7.000 бодова. |                                                                                              |               |                                                                                  |             |                                                                           |             |

Легенда: СР = Светски рекорд, РСП = Рекорд светских првенстава, ЕР = Европски рекорд, РЈА = Рекорд Јужне Америке, АФР = Афрички рекорд, СРС = Светски рекорд сезоне (најбоље време сезоне на свету), РС = Рекорд сезоне (најбоље време сезоне), НР = Национални рекорд, ЛР = Лични рекорд

### Биланс медаља
| Медаље земље домаћина |

| Ранг | Држава                 | Злато | Сребро | Бронза | Укупно |
| 1    | Сједињене Државе       | 6     | 4      | 0      | 10     |
| 2    | Мароко                 | 2     | 1      | 0      | 3      |
| 3    | Белорусија             | 2     | 0      | 1      | 3      |
| 4    | Русија                 | 1     | 2      | 1      | 4      |
| 5    | Француска              | 1     | 2      | 0      | 3      |
| 6    | Етиопија               | 1     | 1      | 2      | 4      |
| 7    | Јужна Африка           | 1     | 1      | 1      | 3      |
| 7    | Шведска                | 1     | 1      | 1      | 3      |
| 9    | Кенија                 | 1     | 1      | 0      | 2      |
| 10   | Италија                | 1     | 0      | 1      | 2      |
| 11   | Алжир                  | 1     | 0      | 0      | 1      |
| 11   | Сент Китс и Невис      | 1     | 0      | 0      | 1      |
| 11   | Доминиканска Република | 1     | 0      | 0      | 1      |
| 11   | Катар                  | 1     | 0      | 0      | 1      |
| 11   | Еквадор                | 1     | 0      | 0      | 1      |
| 11   | Пољска                 | 1     | 0      | 0      | 1      |
| 11   | Литванија              | 1     | 0      | 0      | 1      |
| 17   | Шпанија                | 0     | 2      | 2      | 4      |
| 18   | Јамајка                | 0     | 2      | 1      | 3      |
| 19   | Мађарска               | 0     | 2      | 0      | 2      |
| 20   | Бразил                 | 0     | 1      | 0      | 1      |
| 20   | Куба                   | 0     | 1      | 0      | 1      |
| 20   | Чешка                  | 0     | 1      | 0      | 1      |
| 20   | Естонија               | 0     | 1      | 0      | 1      |
| 20   | Тринидад и Тобаго      | 0     | 1      | 0      | 1      |
| 25   | Бахаме                 | 0     | 0      | 2      | 2      |
| 25   | Јапан                  | 0     | 0      | 2      | 2      |
| 25   | Немачка                | 0     | 0      | 2      | 2      |
| 25   | Украјина               | 0     | 0      | 2      | 2      |
| 29   | Грчка                  | 0     | 0      | 1      | 1      |
| 29   | Канада                 | 0     | 0      | 1      | 1      |
| 29   | Казахстан              | 0     | 0      | 1      | 1      |
| 29   | Кина                   | 0     | 0      | 1      | 1      |
| 29   | Холандија              | 0     | 0      | 1      | 1      |
| 29   | Уједињено Краљевство   | 0     | 0      | 1      | 1      |
|      | Укупно (34)            | 24    | 24     | 24     | 72     |

| Ранг | Држава               | Злато | Сребро | Бронза | Укупно |
| 1    | Русија               | 6     | 5      | 4      | 15     |
| 2    | Сједињене Државе     | 2     | 3      | 1      | 6      |
| 3    | Француска            | 2     | 1      | 2      | 5      |
| 4    | Етиопија             | 2     | 1      | 0      | 3      |
| 5    | Белорусија           | 1     | 1      | 2      | 4      |
| 6    | Грчка                | 1     | 1      | 1      | 3      |
| 7.   | Шведска              | 1     | 0      | 1      | 2      |
| 7.   | Кенија               | 1     | 0      | 1      | 2      |
| 9    | Аустралија           | 1     | 0      | 0      | 1      |
| 9    | Јужна Африка         | 1     | 0      | 0      | 1      |
| 9    | Канада               | 1     | 0      | 0      | 1      |
| 9    | Куба                 | 1     | 0      | 0      | 1      |
| 9    | Мексико              | 1     | 0      | 0      | 1      |
| 9    | Мозамбик             | 1     | 0      | 0      | 1      |
| 15   | Јамајка              | 0     | 2      | 1      | 3      |
| 16   | Јапан                | 0     | 1      | 1      | 2      |
| 16   | Немачка              | 0     | 1      | 1      | 2      |
| 16   | Украјина             | 0     | 1      | 1      | 2      |
| 16   | Уједињено Краљевство | 0     | 1      | 1      | 2      |
| 20   | Ирска                | 0     | 1      | 0      | 1      |
| 20   | Камерун              | 0     | 1      | 0      | 1      |
| 20   | Шпанија              | 0     | 1      | 0      | 1      |
| 20   | Турска               | 0     | 1      | 0      | 1      |
| 24   | Бахаме               | 0     | 0      | 1      | 1      |
| 24   | Индија               | 0     | 0      | 1      | 1      |
| 24   | Италија              | 0     | 0      | 1      | 1      |
| 24   | Кина                 | 0     | 0      | 1      | 1      |
| 24   | Сенегал              | 0     | 0      | 1      | 1      |
|      | Укупно (28)          | 22    | 22     | 22     | 66     |

## Биланс медаља укупно
| Ранг | Држава                 | Злато | Сребро | Бронза | Укупно |
| 1.   | Сједињене Државе       | 8     | 7      | 1      | 16     |
| 2.   | Русија                 | 7     | 7      | 5      | 19     |
| 3.   | Француска              | 3     | 3      | 2      | 8      |
| 4.   | Етиопија               | 3     | 2      | 2      | 7      |
| 5.   | Белорусија             | 3     | 1      | 3      | 7      |
| 6.   | Шведска                | 2     | 1      | 2      | 5      |
| 7.   | Кенија                 | 2     | 1      | 1      | 4      |
| 7.   | Јужна Африка           | 2     | 1      | 1      | 4      |
| 9.   | Мароко                 | 2     | 1      | 0      | 3      |
| 10.  | Грчка                  | 1     | 1      | 2      | 4      |
| 11.  | Куба                   | 1     | 1      | 0      | 2      |
| 12.  | Италија                | 1     | 0      | 2      | 3      |
| 13.  | Канада                 | 1     | 0      | 1      | 2      |
| 14.  | Алжир                  | 1     | 0      | 0      | 1      |
| 14.  | Аустралија             | 1     | 0      | 0      | 1      |
| 14.  | Доминиканска Република | 1     | 0      | 0      | 1      |
| 14.  | Еквадор                | 1     | 0      | 0      | 1      |
| 14.  | Литванија              | 1     | 0      | 0      | 1      |
| 14.  | Мексико                | 1     | 0      | 0      | 1      |
| 14.  | Мозамбик               | 1     | 0      | 0      | 1      |
| 14.  | Пољска                 | 1     | 0      | 0      | 1      |
| 14.  | Катар                  | 1     | 0      | 0      | 1      |
| 14.  | Сент Китс и Невис      | 1     | 0      | 0      | 1      |
| 24.  | Јамајка                | 0     | 4      | 2      | 6      |
| 25.  | Шпанија                | 0     | 3      | 2      | 5      |
| 26.  | Мађарска               | 0     | 2      | 0      | 2      |
| 27.  | Норвешка               | 0     | 1      | 3      | 4      |
| 27.  | Јапан                  | 0     | 1      | 3      | 4      |
| 27.  | Украјина               | 0     | 1      | 3      | 4      |
| 30.  | Уједињено Краљевство   | 0     | 1      | 2      | 3      |
| 31.  | Бразил                 | 0     | 1      | 0      | 1      |
| 31.  | Камерун                | 0     | 1      | 0      | 1      |
| 31.  | Чешка                  | 0     | 1      | 0      | 1      |
| 31.  | Естонија               | 0     | 1      | 0      | 1      |
| 31.  | Ирска                  | 0     | 1      | 0      | 1      |
| 31.  | Тринидад и Тобаго      | 0     | 1      | 0      | 1      |
| 31.  | Турска                 | 0     | 1      | 0      | 1      |
| 38.  | Бахаме                 | 0     | 0      | 3      | 3      |
| 39.  | Кина                   | 0     | 0      | 2      | 2      |
| 40.  | Индија                 | 0     | 0      | 1      | 1      |
| 40.  | Казахстан              | 0     | 0      | 1      | 1      |
| 40.  | Холандија              | 0     | 0      | 1      | 1      |
| 40.  | Сенегал                | 0     | 0      | 1      | 1      |
|      | Укупно (43)            | 46    | 46     | 46     | 138    |